# Copa Africana de Naciones Femenina 2018
La Copa Africana de Naciones Femenina de 2018 fue la 11.ª edición, (13.ª edición si se incluyen los torneos sin anfitriones), fue organizado por la CAF para los equipos nacionales femeninos de África. El torneo se llevó a cabo en Ghana del 17 de noviembre al 1 de diciembre de 2018.
El campeón fue Nigeria que logró su título decimoprimero después de empatar cero a cero y vencer en los penales a Sudáfrica.
El torneo también sirvió como clasificatorio africano para la Copa Mundial Femenina de Fútbol de 2019. Nigeria, Sudáfrica y Camerún se clasificaron para la Copa Mundial en Francia.

## Patrocinio
En julio de 2016, Total obtuvo un paquete de patrocinio de ocho años de la CAF para apoyar 10 de sus principales competiciones.  Debido a este patrocinio, el Campeonato Femenino de la CAF 2018 se denomina Copa Africana de Naciones Femenina Total 2018.

## Selección de anfitriones
No había otras asociaciones que ofrecieran ser anfitrionas del evento aparte de Ghana. Ghana recibió de facto los derechos de alojamiento el 27 de septiembre de 2016 y oficialmente a mediados de diciembre. Es la primera vez que serán los anfitriones del evento femenino.
Tras los informes de los medios de comunicación a mediados de 2018 de que Ghana podría quedar sin derechos de alojamiento, este tema se trató en la reunión del Comité Organizador para el Fútbol Femenino el 12 de septiembre, y la CAF tomó la decisión final de no reemplazar a Ghana como anfitrión. El Comité Ejecutivo en su reunión del 27 al 28 de septiembre, aunque la Secretaría continuará siguiendo de cerca los preparativos.

## Mascota
La mascota de la 11.ª edición del Campeonato Femenino de la CAF 2018 se llama Agrohemaa y está representada por un águila. La razón por la cual el águila se usa para el torneo es su fuerza de coraje, enfoque e inmoralidad.

## Clasificación
Ghana clasificó automáticamente como anfitriona, mientras que los siete puestos restantes fueron determinados por las rondas clasificatorias jugadas en abril y junio de 2018.

### Equipos clasificados
Los siguientes ocho equipos se clasificaron para el torneo final.
| Equipos clasificados | Equipos clasificados | Equipos clasificados | Equipos clasificados | Equipos clasificados |
| -------------------- | -------------------- | -------------------- | -------------------- | -------------------- |
| Argelia              | Ghana                | Malí                 | Sudáfrica            |                      |
| Camerún              | Guinea Ecuatorial    | Nigeria              | Zambia               |                      |

## Fase de grupos
- Todos los horarios corresponden a la hora local de Ghana GMT (UTC±0).

### Grupo A
| Equipo  | Pts | PJ | PG | PE | PP | GF | GC | Dif |
| ------- | --- | -- | -- | -- | -- | -- | -- | --- |
| Camerún | 7   | 3  | 2  | 1  | 0  | 6  | 2  | +4  |
| Malí    | 6   | 3  | 2  | 0  | 1  | 6  | 5  | +1  |
| Ghana   | 4   | 3  | 1  | 1  | 1  | 3  | 3  | 0   |
| Argelia | 0   | 3  | 0  | 0  | 3  | 2  | 7  | -5  |

| 17 de noviembre de 2018, 15:30 | Ghana       | 1:0 (1:0) | Argelia | Estadio Ohene Djan, Acra, Ghana |                        |
|                                | Amfobea 13' | Reporte   |         | Árbitra: Lidya Tafesse          | Árbitra: Lidya Tafesse |

| 17 de noviembre de 2018, 18:30 | Malí       | 1:2 (0:0) | Camerún                     | Estadio Ohene Djan, Acra, Ghana  |                                  |
|                                | Traoré 56' | Reporte   | Meffometou 71' · Nchout 73' | Árbitra: Jonesia Rukyaa Kabakama | Árbitra: Jonesia Rukyaa Kabakama |

| 20 de noviembre de 2018, 15:30 | Ghana    | 1:2 (0:1) | Malí          | Estadio Ohene Djan, Acra, Ghana   |                                   |
|                                | Addo 71' | Reporte   | Touré 24' 75' | Árbitra: Letticia Antonella Viana | Árbitra: Letticia Antonella Viana |

| 20 de noviembre de 2018, 18:30 | Camerún                                    | 3:0 (1:0) | Argelia | Estadio Ohene Djan, Acra, Ghana |                        |
|                                | Onguéné 13' · Enganamouit 54' · Nchout 60' | Reporte   |         | Árbitra: Fatou Thioune          | Árbitra: Fatou Thioune |

| 23 de noviembre de 2018, 16:00 | Camerún   | 1:1 (1:1) | Ghana      | Estadio Ohene Djan, Acra, Ghana |                      |
|                                | Manie 41' | Reporte   | Boakye 31' | Árbitra: Maria Rivet            | Árbitra: Maria Rivet |

| 23 de noviembre de 2018, 16:00 | Argelia                       | 2:3 (1:0) | Malí                            | Cape Coast Sports Stadium, Acra, Ghana |                              |
|                                | Belkacemi 37' · Merrouche 63' | Reporte   | Diarra 58' 90+4' · Diadhiou 83' | Árbitra: Patience Madu Ndidi           | Árbitra: Patience Madu Ndidi |

### Grupo B
| Equipo            | Pts | PJ | PG | PE | PP | GF | GC | Dif |
| ----------------- | --- | -- | -- | -- | -- | -- | -- | --- |
| Sudáfrica         | 7   | 3  | 2  | 1  | 0  | 9  | 2  | +7  |
| Nigeria           | 6   | 3  | 2  | 0  | 1  | 10 | 1  | +9  |
| Zambia            | 4   | 3  | 1  | 1  | 1  | 6  | 5  | +1  |
| Guinea Ecuatorial | 0   | 3  | 0  | 0  | 3  | 1  | 18 | -17 |

| 18 de noviembre de 2018, 15:30 | Nigeria | 0:1 (0:0) | Sudáfrica    | Cape Coast Sports Stadium, Acra, Ghana |                        |
|                                |         | Reporte   | Kgatlana 85' | Árbitra: Gladys Lengwe                 | Árbitra: Gladys Lengwe |

| 18 de noviembre de 2018, 18:30 | Zambia                                                      | 5:0 (2:0) | Guinea Ecuatorial | Cape Coast Sports Stadium, Acra, Ghana |                           |
|                                | Chanda 7' · Lungu 43' · Kundananji 57', 87' · Mwakapila 66' | Reporte   |                   | Árbitra: Bouchra Karboubi              | Árbitra: Bouchra Karboubi |

| 21 de noviembre de 2018, 15:30 | Nigeria                                            | 4:0 (1:0) | Zambia | Cape Coast Sports Stadium, Acra, Ghana |                          |
|                                | Oparanozie 41', 75' · Ordega 69' · Okoronkwo 90+4' | Reporte   |        | Árbitra: Suavis Iratunga               | Árbitra: Suavis Iratunga |

| 21 de noviembre de 2018, 18:30 | Guinea Ecuatorial | 1:7 (1:2) | Sudáfrica                                                                                 | Cape Coast Sports Stadium, Acra, Ghana |                          |
|                                | E. Obono 45+1'    | Reporte   | Motlhalo 19' · Nyandeni 21' · Jane 56' · Kgatlana 60', 63' · Mthandi 76' · Seoposenwe 79' | Árbitra: Dorsaf Ganouati               | Árbitra: Dorsaf Ganouati |

| 24 de noviembre de 2018, 16:00 | Guinea Ecuatorial | 0:6 (0:4) | Nigeria                                                            | Cape Coast Sports Stadium, Acra, Ghana |                                    |
|                                |                   | Reporte   | Ordega 10' · Oshoala 13', 22', 33' · Oparanozie 48' · Chikwelu 63' | Árbitra: Vincentia Enyonam Amedome     | Árbitra: Vincentia Enyonam Amedome |

| 24 de noviembre de 2018, 16:00 | Sudáfrica   | 1:1 (1:1) | Zambia         | Estadio Ohene Djan, Acra, Ghana |                           |
|                                | Kgatlana 8' | Reporte   | Kundananji 10' | Árbitra: Carolyne Wanjala       | Árbitra: Carolyne Wanjala |

## Segunda fase
|  | Semifinales                    | Semifinales                    |       |                                | Final                          | Final |  |
|  |                                |                                |       |                                |                                |       |  |
|  |                                |                                |       |                                |                                |       |  |
|  | 27 de noviembre de 2018 - Acra |                                |       |                                |                                |       |  |
|  | Camerún                        | 0 (2)                          |       |                                |                                |       |  |
|  | Nigeria (p.)                   | 0 (4)                          |       |                                |                                |       |  |
|  |                                |                                |       |                                |                                |       |  |
|  |                                |                                |       |                                | 1 de diciembre de 2018 - Acra  |       |  |
|  |                                |                                |       |                                | Nigeria (p.)                   | 0 (4) |  |
|  |                                | Sudáfrica                      | 0 (3) |                                |                                |       |  |
|  |                                |                                |       |                                |                                |       |  |
|  |                                |                                |       |                                |                                |       |  |
|  |                                |                                |       |                                | Tercer lugar                   |       |  |
|  | 27 de noviembre de 2018 - Acra | 27 de noviembre de 2018 - Acra |       | 30 de noviembre de 2018 - Acra | 30 de noviembre de 2018 - Acra |       |  |
|  | Sudáfrica                      | 2                              |       | Camerún                        | 4                              |       |  |
|  | Malí                           | 0                              |       |                                | Malí                           | 2     |  |

### Semifinales
| 27 de noviembre de 2018, 15:30 | Camerún                                      | 0:0 (t. s.)(2:4 p.)        | Nigeria                         | Estadio Ohene Djan, Acra, Ghana |  |
|                                |                                              |                            |                                 | Árbitra: Lidya Tafesse          |  |
|                                |                                              | Tiros desde el punto penal |                                 |                                 |  |
|                                | Nchout · Feudjio · Enganamouit · Ngo Mbeleck |                            | Ebi · Ajibade · Oshoala · Ebere |                                 |  |

| 27 de noviembre de 2018, 18:30 | Sudáfrica                   | 2:0 (1:0) | Malí | Cape Coast Sports Stadium, Acra, Ghana |                                  |
|                                | Kgatlana 31' · Ramalepe 81' |           |      | Árbitra: Jonesia Rukyaa Kabakama       | Árbitra: Jonesia Rukyaa Kabakama |

### Tercer Puesto
| 30 de noviembre de 2018, 16:00 | Camerún                                    | 4:2 (2:1) | Malí                      | Cape Coast Sports Stadium, Acra, Ghana |                      |
|                                | Abena 32', 40' · Onguéné 62' · Manie 90+2' |           | F. Diarra 44' · Awona 56' | Árbitra: Maria Rivet                   | Árbitra: Maria Rivet |

### Final
| 1 de diciembre de 2018, 16:00 | Nigeria                                   | 0:0 (t. s.)(4:3 p.)        | Sudáfrica                                           | Estadio Ohene Djan, Acra, Ghana |  |
|                               |                                           |                            |                                                     | Árbitra: Gladys Lengwe          |  |
|                               |                                           | Tiros desde el punto penal |                                                     |                                 |  |
|                               | Ebi · Ebere · Chikwelu · Ihezuo · Uchendu |                            | Matlou · Ramalepe · Nyandeni · Makhabane · Motlhalo |                                 |  |

|                             |
| Bandera de Nigeria          |
| Campeón Nigeria 11.º título |

## Clasificados alMundial de Francia 2019
| Bandera de Nigeria    | Bandera de Sudáfrica  | Bandera de Camerún    |
| Nigeria               | Sudáfrica             | Camerún               |
|                       |                       |                       |
| Clasificado: 27/11/18 | Clasificado: 27/11/18 | Clasificado: 30/11/18 |

## Estadísticas
| Equipo | Equipo            | Pts | PJ | PG | PE | PP | GF | GC | Dif | Rend  |
| ------ | ----------------- | --- | -- | -- | -- | -- | -- | -- | --- | ----- |
| 1      | Nigeria           | 9   | 5  | 2  | 2  | 1  | 10 | 1  | +9  | 60,0% |
| 2      | Sudáfrica         | 11  | 5  | 3  | 2  | 0  | 11 | 2  | +9  | 66,6% |
| 3      | Camerún           | 11  | 5  | 3  | 2  | 0  | 10 | 4  | +6  | 66,6% |
| 4      | Malí              | 6   | 5  | 2  | 0  | 3  | 8  | 11 | -3  | 50,0% |
| 5      | Zambia            | 4   | 3  | 1  | 1  | 1  | 6  | 5  | +1  | 44,4% |
| 6      | Ghana             | 4   | 3  | 1  | 1  | 1  | 3  | 3  | 0   | 44,4% |
| 7      | Argelia           | 0   | 3  | 0  | 0  | 3  | 2  | 7  | -5  | 0,0%  |
| 8      | Guinea Ecuatorial | 0   | 3  | 0  | 0  | 3  | 1  | 18 | -17 | 0,0%  |

## Goleadoras
5 goles
- Thembi Kgatlana

3 goles
- Fatoumata Diarra
- Asisat Oshoala
- Racheal Kundananji

2 goles
- Ninon Abena
- Asisat Oshoala
- Christine Manie
- Ajara Nchout
- Bassira Touré
- Desire Oparanozie
- Francisca Ordega

1 gol
- Lydia Belkacemi
- Imene Merrouche
- Gaëlle Enganamouit
- Claudine Meffometou
- Elizabeth Addo
- Gladys Amfobea
- Portia Boakye
- Elena Obono
- Aïsatta Diadhiou
- Aissata Traoré
- Rasheedat Ajibade
- Rita Chikwelu
- Amarachi Okoronkwho
- Refiloe Jane
- Linda Motlhalo
- Amanda Mthandi
- Mpumi Nyandeni
- Lebogang Ramelepe
- Jermaine Seoposenwe
- Grace Chanda
- Ireen Lungu
- Mary Mwakapila

Autogoles
- Aurelle Awona (ante Malí)